# Krasny Bor (Sondermülldeponie)
Krasny Bor (russisch Красный Бор) ist der Name der größten Sondermülldeponie Nordwestrusslands, welche die einzige Annahmestelle für Sondermüll für die Stadt Sankt Petersburg ist. Sie befindet sich 30 km von Sankt Petersburg, 2 km von der Siedlung Krasny Bor und 5 km von der Stadt Kolpino entfernt, auf dem Gebiet der Oblast Leningrad. In der Deponie lagern mehr als eineinhalb Millionen Tonnen toxischer Abfälle, mit steigender Tendenz. Die Deponie hat die dafür reservierte Fläche von 73 Hektar fast erschöpft und stellt damit eine ökologische Bedrohung für die Umgebung dar.
Nahe der Stadt Kolpino befinden sich mächtige Formationen von hochdichtem Ton aus der Zeit des Kambriums. Aus diesem Grund wählte man Krasny Bor für die Lagerung von hochgiftigen Abfällen der chemischen Industrie. Die Sondermülldeponie wurde im Jahre 1970 in Betrieb genommen.
Eine Zeit lang glaubte man, dass der Ton die volle Dichtheit der Deponie gewährleisten und das Entrinnen der flüssigen Abfälle in die Umwelt verhindern würde. Mitte der 1990er Jahre stellte man jedoch fest, dass die Tonschichten nicht dicht sind. Dies führt zu einer Verschmutzung der angrenzenden Felder, Flüsse und auch der Atmosphäre. Ein weiteres Problem besteht darin, dass die Fläche, die für die Deponie reserviert ist, fast ausgeschöpft ist.

## Ereignisse

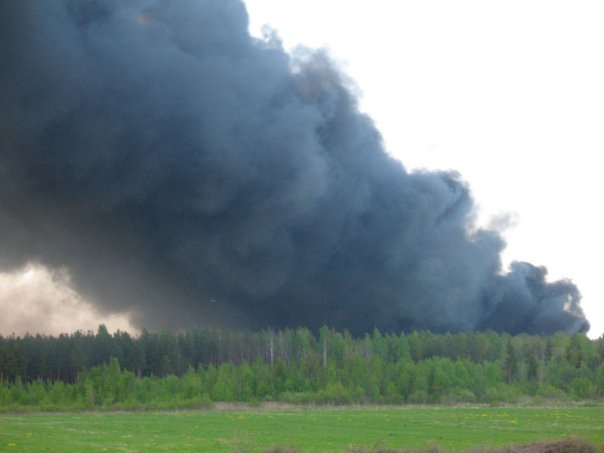
Brand am 24. Mai 2008

Während der Untersuchung der Arbeit der Deponie Krasny Bor im Mai–Juni 2007 wurden gravierende Mängel und schwere Verstöße gegen die russische Umweltschutz-Gesetzgebung festgestellt. Die Prüfung erfolgte durch den föderalen Dienst für ökologische, technologische und atomare Überwachung (Rostekhnadzor).
Die Gouverneurin von Sankt Petersburg Walentina Matwijenko befürwortete das Projekt für den Bau einer neuen Deponie in Krasny Bor, allerdings lehnte sie die „zu hohe“ Summe der Finanzierung aus dem Stadtbudget ab und schlug vor den Beschluss des Projekts aufzuschieben.
Am Mittag des 24. Mai 2008 brannten auf dem Territorium der Deponie Fässer mit Gasöl. Das Feuer hat sich auf 200 m² ausgebreitet und konnte trotz der aktiven Arbeit der Spezialeinheiten nicht gestoppt werden. Nach einigen Stunden brannten bereits chemische Abfälle auf einer Fläche von 1800 m², erst gegen 21:30 Uhr wurde der Brand lokalisiert. Eine Analyse der Atmosphäre nach dem Brand hat gezeigt, dass der MAK-Wert der giftigen Stoffe in den Orten Krasny Bor, Uljanowka, Nikolskoje und Kolpino nicht überschritten wurde. Der Gouverneur der Oblast Leningrad Serdjukow sagte, dass die Ursachen des Vorfalls noch nicht geklärt seien; die Behörden der Oblast Leningrad zögen die Möglichkeit in Betracht, die Abfälle am Standort Krasny Bor zu recyceln.
Am 7. Juni 2019 im Rahmen des Sankt Petersburger Wirtschaftsforums unterzeichneten der Umweltminister der Russischen Föderation Dmitri Kobylkin und der Gouverneur von Sankt Petersburg Alexander Beglow ein Dokument, das die Rekultivierung der Deponie regelt. Somit wurde die Zuständigkeit für die Deponie an Ministerium für Ökologie und natürliche Ressourcen der Russischen Föderation übertragen. Die Rekultivierung des Areals findet im Rahmen des Projekts „Sauberes Land“ statt und wird bis 2024 dauern.